# American Crude - Follie in America
American Crude - Follie in America (American Crude) è un film del 2008 diretto da Craig Sheffer.